# エッソ
エッソ (Esso) は、エクソンモービルおよびその関連会社によって使用される商標名である
。イースタン・ステーツ・スタンダード・オイル Eastern States Standard Oil の略。日本でのブランドはEMGマーケティング合同会社であったが、後に東燃ゼネラル石油、現在はさらにJXTGエネルギー（現：ENEOS）に吸収合併及びENEOSブランドへ統合され、日本からエッソ（Esso）ブランドは姿を消すこととなった。

## スタンダード・オイル・トラストの解体
ロックフェラーのスタンダード・オイルが反トラスト法により企業分割されたとき、同社が持つ商標の多くは分割後の企業が担当していた地域に合わせて権利が与えられた。「SO」はその一つであった。「Esso」はスタンダード・オイルを意味する「S」「O」の発音からトラスト解体後にスタンダード・オイル・オブ・ニュージャージーが作った商標である。
スタンダード・オイル・オブ・ニュージャージーは、1926年3月にIG・ファルベンインドゥストリーが50％支配するドイツガソリン社へロイヤル・ダッチ・シェルと25％ずつ資本参加した。1927年にIGと協定、IGへ資金提供する見返りに、原油精製で水素を添加する技術をIGが世界規模でプールしてスタンダードにライセンスした。1929年11月、IGと合弁でSIG社を設立した。趣旨は1927年と変わらないので、スタンダードが8割を出資する代わりに、IGがSIGへ水素添加分野特許を使うドイツ以外での実施をライセンスした。このときIGは3000万ドル相当のスタンダード株式を取得し、実施による収益の2割をもらう権利を得た。
その後、SIGは水素添加分野の特許権をスタンダードの子会社International Hydrogenation Patents Co. に譲渡した。そしてスタンダードはIHP株50%をシェルに売却した。このとき、IHPのライセンス業務に際してエンジニアリングを担当する会社International Hydrogenation Engineering & Chemichal Co. がオランダのハーグに設立された。1933-34年、IHPはインペリアル・ケミカル・インダストリーズへ水素添加特許の排他的実施権とIHP収入の1割をもらう権利を得た。
この特許プールは国際カルテルであって、石油精製に関する各種標準規格の土台となった。パテントプールはライセンス料を下げるのが存在意義であるが、それを主張するときに歴史的な事例は顧みられない。

## 商標をめぐる問題
スタンダード・オイル・オブ・ニュージャージーは、他のスタンダード・オイルと互いの営業地域を侵さないというマーケティングの協定を持っていた。しかしトラスト解体後に他社の営業地域を侵すようになった。一例として1930年代初めに3つのガソリンスタンドがスタンダード・オイル・オブ・インディアナの領域である中西部で開業した。問題を複雑にしたのはラジオのコマーシャルで「Esso」と「SO」の区別が付かないことであった。訴訟が次々と起こされ、中西部で「SO」の商標を使用する権利を持つスタンダード・オイル・オブ・インディアナが勝訴した。
このためスタンダード・オイル・オブ・ニュージャージーは、「Esso」の商標をアメリカ国内では旧来の自社営業地域以外で使用できなくなってしまった。そのため、同社は「ハンブル」「オーバルE」など群小石油会社をことごとく合併してはそれぞれの商標を使用する方法を選択した。
1960年頃、全米統一商標としてEnergy Company（燃料会社）の略である「Enco」を使用することに決定。米国の一部の州での採用を経たのち「Esso」に代わる全世界商標に採用すべく準備を進めていたが、「エンコ」が日本の俗語で「エンジントラブル（エンジン故障）」を意味していたことから日本のエッソ・スタンダード石油が待ったをかけ、全世界商標への採用は中止となってしまった。
1974年、他のスタンダード・オイルと誤解されず、かつ全世界で会社にとって不利益な意味とならない言葉として「EXXON」を採用。全米で使用を開始したが、それでも「エクソン」と「SO」の区別が付かないとして以前と同様の状況が発生した。
現在スタンダード・オイル・オブ・ニュージャージーはエクソンモービルである。一方スタンダード・オイル・オブ・インディアナはアモコ（BPの一部）である。
エッソの商標はアメリカ合衆国では使用されていないが、アメリカ合衆国以外の国では現在も使用されている。カナダにおいてエッソはインペリアル・オイル配下のガソリンスタンドで使用される。スタンダード・オイルおよびその後継の会社が、アメリカ合衆国を始めとする諸国でエクソンに商標を変更したとき、カナダなど諸外国ではそれがエッソのまま継続された。

## 日本での展開

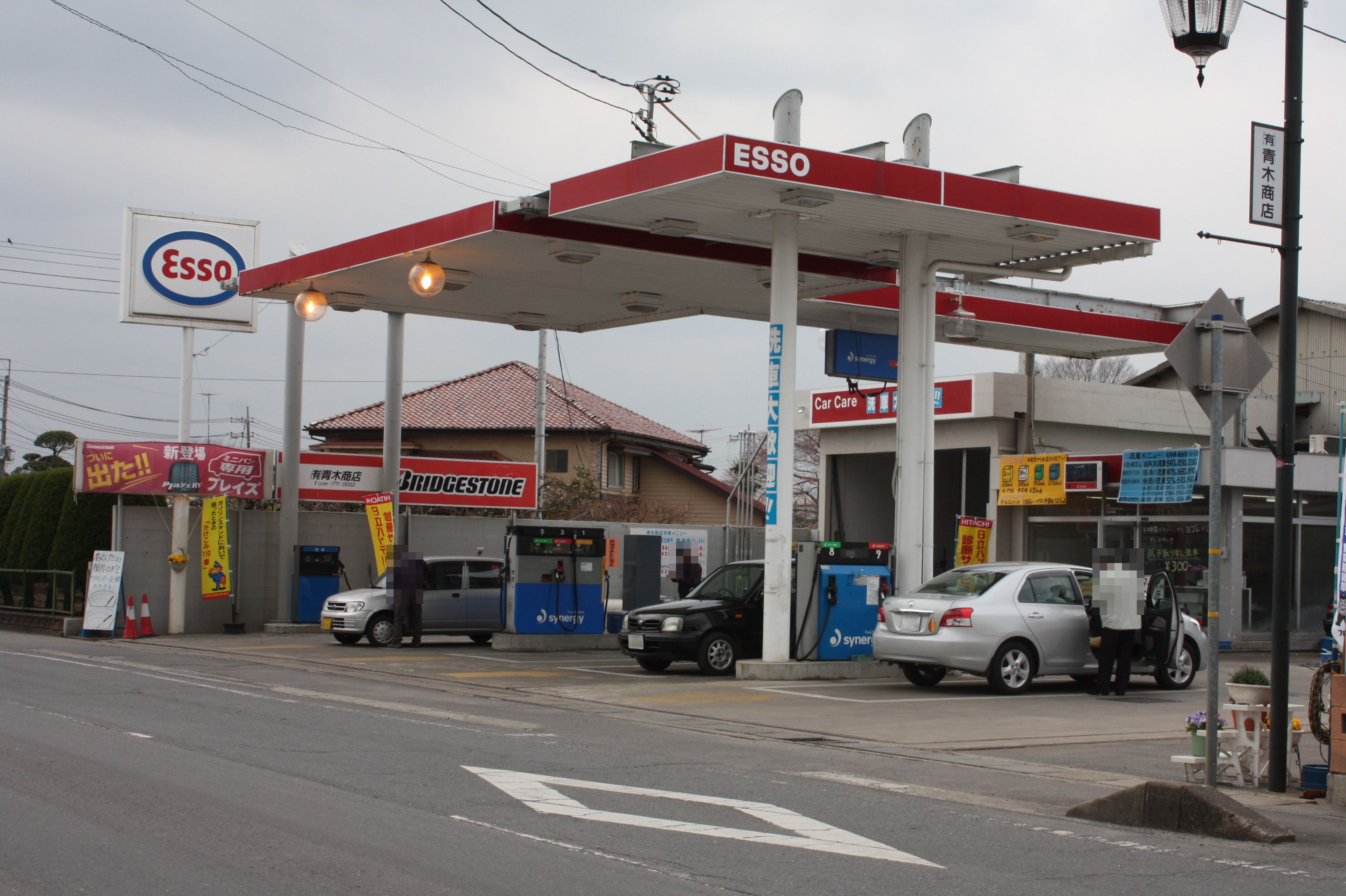
ESSOブランドのSS（日本）

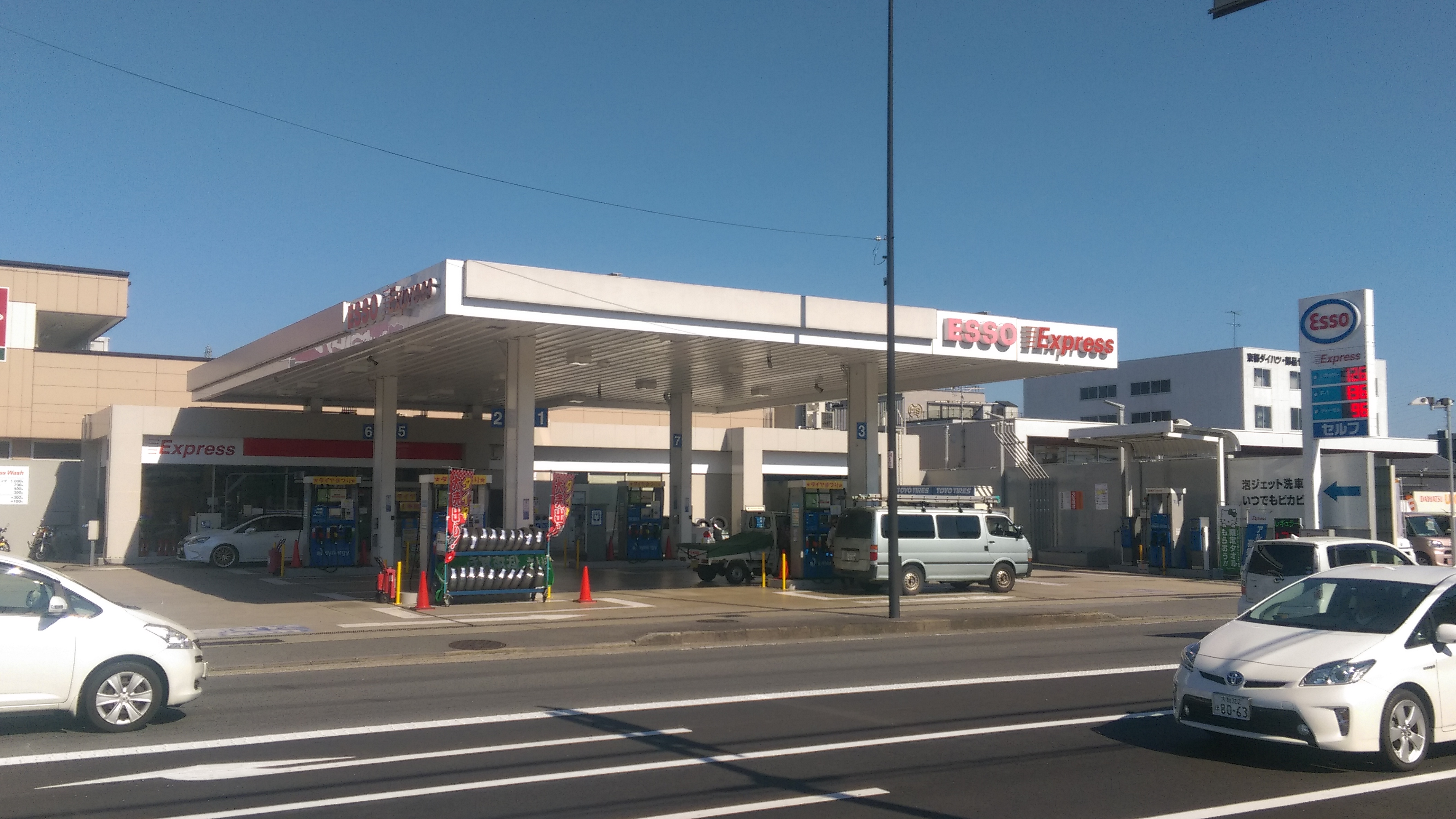
2000年代頃に展開されていたカラーリング（京都市内の店舗でありネオン部分の色が白となっているが赤が標準である。日本での展開は終了しENEOSに変更になっている。）

日本では1961年にそれまでのスタンヴァック（スタンダード・ヴァキューム・オイル）が本国で解体されることに伴い、ジャージー・スタンダードの日本法人としてエッソ・スタンダード石油株式会社として設立され、「Esso」ブランドでガソリンスタンドの展開を開始した。
当初は「Enco」ブランドも検討されたが、前述の理由により採用されなかった。その後「EXXON」ブランドが作られたものの、「クソ」の語感が不快に感じるという配慮からこちらも採用されず「エッソ」のブランド名を継続採用している。1982年にエッソ石油株式会社に改称。
1999年のエクソンモービル発足（実質的にスタンヴァックの再集結）により、2000年に米エクソンモービル傘下の有限会社に改組し、2002年にモービル石油有限会社などと合併し、エクソンモービル有限会社となった。ガソリンスタンドのカラーリングも変更した。当社子会社に東燃ゼネラル石油（石油精製・ゼネラルブランドのガソリンスタンドを運営）が置かれている。この統合以前はエッソブランドはモービルブランドの3分の2程度の店舗数であった。
1998年、消防法改正によってセルフサービスステーションが解禁になったのを受け、モービル・ゼネラルと共に「エッソ エクスプレス（Express）」を展開している。「クイック&イージー」をキーワードに、誰もがすぐに、気軽に利用できるセルフSSとしている。「エッソ エクスプレス（Express）」として認証を受けて営業するには（洗車場の完備、カフェスペースの有無、トイレの広さ、給油レーン数などを総合的に判断）ある程度の規模以上である必要があり、小規模店舗はその標章を掲げることはできない。認証店舗では給油プリカや洗車プリカ、スピードパス（現在はEnekey）と呼ばれるエクスプレス独自のサービスも行っていた。
また、オイル交換などを行うMobil1Center（現在のEnejet CarCare。Mobilブランドのオイルを独占的に取り扱っていた。）、1DAY車検などを行う民間車検工場（福岡県の一部店舗）、ドトールコーヒーショップ、セブン-イレブンとの併設店なども存在する。
1995年から1997年にかけて『ルパン三世』を起用した実写合成のテレビCMを放映していた（マッキャンエリクソン製作、葵プロモーション制作）。ルパンが運転する車の前に虎（いわゆるエクソン・タイガー）が現れ、追いかけるとエッソのスタンドに辿り着き、店員のサービスなどをアピールするものであった。95年版のCMは、初代ルパン三世役の山田康雄がルパンの声を当てた最後の作品となっており、OVA『ルパン三世 Master File』にも収録されている。
テレビ番組では「クイズタイムショック」（テレビ朝日）や「ビートたけしのスポーツ大将」（テレビ朝日）や「ギミア・ぶれいく」（TBS）、「水曜ロードショー」（TBS）などのスポンサーを務めていた。
ガソリンの品質保証に関してはエッソ・スタンダード石油（1961年 – 1982年）→エッソ石油（1982年 – 2002年）→エクソンモービル有限会社（2002年 – 2012年）→EMGマーケティング合同会社（2012年 - 2017年）が行い、ENEOSに統一される2018年の直前までJXTGエネルギー株式会社が行っていた。
給油機のメーター横に品質保証に関するお知らせ　として品質保証を行う会社名のシールが貼られていた。

### CMソング
- 「エッソ・スタンダード・ジングル」[3]
  - 作詞：博報堂 [4]、編曲：宮崎尚志、歌：フォア・コインズ[3]
  - 1962年、エッソ・スタンダード石油（日本法人）の設立時に流れたCMソングで、日本国外における「Esso」ブランドのCMでも同じ曲が使用されていた[3]。
- 「わが町のエッソ」[5]
  - 作詞：遠崎真一[5] 、作曲：クニ河内、歌：ハイファイセット[6]

### 2010年代以降
エクソンモービル有限会社以降の新規出店やモービル・ゼネラルブランド店のリニューアルオープン後については、エッソブランドに移行していた。2012年エクソンモービル有限会社を東燃ゼネラル石油に売却、EMGマーケティング合同会社に改称。2017年1月に親会社東燃ゼネラル石油に吸収後、同4月ENEOSブランドで知られるJXエネルギーに吸収合併され、同社がJXTGエネルギーに社名変更された。
2017年9月6日、JXTGエネルギーは、全国展開しているサービスステーションの「ENEOS・エッソ・モービル・ゼネラル」の4ブランドをENEOSに統一すると発表。2017年7月末時点で1803店舗あったエッソのサービスステーションは、2019年7月をもってすべてENEOSブランドに統一された。
エッソ・モービル・ゼネラルのセルフサービスステーションについても、ブランドの統一工事がはじまる2018年10月から、新たなセルフサービスステーションブランド「ENEOS Enejet」に順次統一された。

## その他

### 制服
- アルバイトや非正規社員は赤のチェックシャツに黄土色のズボン。ジャンパーは紺色を使用・・・襟にはエクソンモービルのロゴが入っている。
- 店長や正社員はワイシャツにネクタイ。
- Mobil1 Centerの整備士は背中にESSOのロゴが入った黒色のつなぎを着用する。

　 それぞれ左胸にネームプレートを着用する。ネームプレートのデザインについては各SSや運営会社によって若干異なる。